# Dorcadion daratshitshagi
Dorcadion daratshitshagi là một loài bọ cánh cứng trong họ Cerambycidae.